# Microdrosophila neodistincta
Microdrosophila neodistincta är en tvåvingeart som beskrevs av Sundaran och Gupta 1990. Microdrosophila neodistincta ingår i släktet Microdrosophila och familjen daggflugor. Inga underarter finns listade i Catalogue of Life.